# Portada/article desembre 8

## Jaguar
El jaguar (Panthera onca) és un fèlid del gènere Panthera. És l'única de les quatre espècies vivents de Panthera que es troba a les Amèriques. El jaguar és el tercer fèlid més gran del món després del tigre i el lleó i el més gran i potent de l'hemisferi occidental. La distribució actual del jaguar s'estén des de Mèxic, a través de gran part d'Amèrica Central i al sud fins al Paraguai i el nord de l'Argentina. A part d'una població coneguda i possiblement reproductiva a Arizona (al sud-est Tucson), aquest fèlid ha estat pràcticament extirpat dels Estats Units des de principis de la dècada del 1900. S'assembla especialment al lleopard, tot i que sol ser més gran i amb una constitució més robusta i les seves característiques comportamentals i d'hàbitat són més similars a les del tigre.